# Солоник, Александр Викторович
Александр Викторович Солоник (известен как «Валерьяныч» и «Александр Македонский»; использовал документы на имена Владимира Кесова и Валерьяна Попова; греч. Αλεξαντερ Σαλονικ; 16 октября 1960, Курган — 31 января 1997, Лагониси, Аттика) — российский наёмный убийца, на счету которого десятки убийств, в том числе убийства уголовных «авторитетов», совершивший три побега из-под стражи. Получил широкую известность в преступном мире и правоохранительных органах 1990-х годов.

## Детство и юность
Александр Викторович Солоник родился 16 октября 1960 года в городе Кургане Курганской области в семье Виктора, работника локомотивного депо и медработницы Валентины. Проживал на углу улице Коли Мяготина и улицы Кирова (также называются другие адреса: ул. Комсомольская, 83 или ул. Кирова, 115б).
Учился в школе № 13 города Кургана. Занимался вольной борьбой.
Учился в Курганском строительном техникуме, был отчислен с третьего курса за игру в карты.
Прошёл военную службу в Группе советских войск в Германии, сперва в учебной танковой части Альтенграбов (нем. Altengrabow) (между Потсдамом и Магдебургом) — военный городок Крампниц (нем. Krampnitz), потом там и оставался, работал командиром отделения (танка) 119-го отдельного танкового полка (в/ч 75099). Занимался спортивной стрельбой и борьбой. В 1980 году демобилизован.
С 1983 года недолгое время работал в патрульно-постовой службе милиции в Кургане сержантом ППС. Поступил в Горьковскую высшую школу милиции (отделение ОБХСС), где проучился полгода. Был отчислен с первого курса за прогулы и аморальное поведение в отношении женщин. В 1984 году переведён во вневедомственную охрану. В 1985 году уволен за самовольное оставление маршрута и «за дискредитацию звания сотрудника милиции», так как был обвинён в четырёх изнасилованиях.
Работал могильщиком на курганском городском кладбище (Новое Рябковское кладбище) в кооперативе «Бюро коммунальных услуг». Там он познакомился со своими «коллегами» — будущими «авторитетами» Курганской организованной преступной группировки Андреем Владимировичем Колеговым (Колегова Солоник знал до работы на кладбище, так как тот проживал в соседнем доме, ул. Коли Мяготина, 97) (иногда ошибочно пишут Колигов; 27.05.1964—01.10.2005), Олегом Николаевичем Нелюбиным (1965—17.01.1998), Виталием Игнатовым (род. 1962) и Павлом Геннадьевичем Зеляниным (16.03.1967—17.01.1998).
Милицейская сводка описывала Солоника так: рост 165 сантиметров; лицо овальное; волосы светло-русые; брови дугообразные; нос средний; спинка носа прямая; уши средние, борцовские, с деформированной хрящевой основой, оттопыренность верхняя. На среднем пальце левой руки след от сведённой татуировки «изображение короны». На верхней губе шрам от удалённой родинки.

## Карьера наёмного убийцы
По оперативным данным, в период с 1983 по 1987 год совершил до пятидесяти изнасилований; обвинён в четырёх (потерпевшие Елена Хомякова (изнасилована 19 августа 1987, 20 августа написала заявление в милицию), Татьяна Канеева, Елена Борисова (забеременела и сделала аборт на 6-м месяце), Вера Бакланова (жена милиционера). На время следствия находился под подпиской о невыезде.
14 апреля 1988 года Первомайский районный суд города Кургана приговорил Солоника по статье 117 УК РСФСР к 8 годам лишения свободы за изнасилование. На процессе свидетелем защиты выступал его друг Андрей Колегов. После оглашения приговора он попросил разрешения напоследок обняться с женой. Получив разрешение, ударил потерявших бдительность конвоиров и сбежал, выпрыгнув в окно со второго этажа. Через несколько месяцев его снова арестовали в косметическом салоне Тюмени, где он свёл родинку на верхней губе. Ему добавили 4 года за побег. Законы зоны не признавал, когда отбывал наказание в пермских лагерях, его пытались убить другие заключённые, на голове Солоника осталось 30 шрамов, после этого случая Солоник был переведён в ИТК-8 (город Ульяновск). 3 апреля 1990 года бежал из промзоны ИТК-8 через канализационную систему тюрьмы. 3 июня 1990 года Солоник совершил первое заказное убийство — в Тюмени им был убит лидер ишимской ОПГ Николай Причинич.
В конце 1990 года Солоник, имея при себе поддельный паспорт, поселился в Орехово-Зуево, откуда ежедневно ездил в Москву, где стал «штатным киллером» курганской преступной группировки. В ночь с 10 на 11 апреля 1993 года около дискотеки «У ЛИС`Са» Солоник из самозарядного карабина Симонова убил одного из лидеров Бауманской ОПГ Валерия Яковлевича Длугача («Глобус»).
Устроившись в Москве, Александр Солоник сближается с «коптевской» группировкой. Он, а также Виктор Романюк («Витя Курганский»), знакомятся с многими «коптевскими» лидерами, особенно с Андреем Чибиревым («Старшой», старший из братьев Чибиревых, отвечавших в «коптевской» группировке за оружие, убит 4 августа 1995 года). Группировки договариваются, что «курганцы» будут выполнять для «коптевцев» силовые акции, за что «коптевцы» предоставят часть «дани» с Петровско-Разумовского рынка.
Чтобы его было труднее вычислить, снимал две квартиры: одну в Зеленограде, в которой никогда не жил, вторую — в Москве у Северного Речного вокзала по адресу: Зеленоградская, 19, где его все же вычислили. Но профессиональная привычка чувствовать опасность не подвела — по балкону на шестом этаже он ушёл в соседнюю квартиру и вновь скрылся. А сыщики взломали дверь и нашли в квартире набор из винтовки с глушителем и оптическим прицелом, иностранных пистолетов и помповых ружей.

## Арест и следствие
Солоник и Алексей Монин были задержаны 6 октября 1994 года на территории рынка «ТИАС» около станции метро «Петровско-Разумовская» в Москве. Они приехали разбираться по поводу отчисления «за крышу». Послушно пройдя в комнату милиции, Солоник внезапно достал самозарядный пистолет «Глок 17» и расстрелял в упор троих милиционеров и одного частного охранника. Убегая, он пытался отстреливаться от подоспевших охранников, но ни разу не попал, а сам был ранен в почку. В больнице Солоник сознался в некоторых убийствах. Затем он содержался в СИЗО «Матросская тишина», где не чувствовал себя в безопасности, учитывая то, что кроме судебного приговора, его смерти жаждали работники милиции за убийства своих коллег и представители преступных группировок за убийства «авторитетов». Любимым оружием Солоника был мощный австрийский армейский пистолет Glock 17. Именно с ним убийца был задержан на Петровско-Разумовской.
На следствии в «Матросской тишине» в 1994 году Солоник охотно брал на себя чуть ли не все громкие дела. Он признался в совершении около 20 убийств, а один из двух его адвокатов Алексей Завгородний объяснял это тем, что, в тот момент, Александр «был в очень плохом состоянии, деморализован, подавлен и оперативники, в период первоначальной работы с ним, сумели ему втемяшить абсурдную мысль, что единственным способом его защиты от обвинения в убийстве нескольких милиционеров является взять на себя нераскрытые громкие убийства, предстать в образе могильщика криминальных авторитетов и, дескать, будущий суд это должен учесть — чем больше на себя он возьмёт убитых криминальных авторитетов, тем мягче будет приговор суда», второй адвокат Валерий Карышев сообщал, что в ходе следствия он отказался от своих первоначальных показаний. Содержался в одиночной камере № 938 спецблока № 9. Всего в деле Солоника было 30 уголовных эпизодов, например:
1. В 1992 году убит приёмный сын легендарного «вора в законе» Вячеслава Иванькова («Япончик») — влиятельный «вор в законе» Виктор Юрьевич Никифоров («Калина»).
2. 17 января 1994 года убит лидер Бауманской ОПГ Владислав Абрекович Выгробин-Ваннер («Бобон»)[11].

## Бегство Солоника в Грецию и его убийство
5 июля 1995 года Солоник сбежал из изолятора, чего до него не удавалось сделать никому. В осуществлении побега убийце помогал один из надзирателей, сержант внутренней службы Сергей Меньшиков (род. 1974), который, по официальной версии, был внедрён в тюрьму на эту должность некой влиятельной преступной группировкой и впоследствии исчез. По другой версии, «курганские» и «ореховские» подкупили охранника, заплатив ему 500 000 долларов США. Меньшиков принёс Солонику альпинистское снаряжение и пистолет. Спрятав под одеялом манекен, они оба поднялись на крышу, где находились прогулочные дворы, и спустились на улицу по верёвке. Сергей Меньшиков, возможно с ведома Солоника, убит в начале ноября 1995 года в пригороде Афин. Убийц не нашли. В своей книге «Ликвидатор», Алексей Львович Шерстобитов утверждает, что Меньшикова убили друзья Солоника, главари «курганских», пока Солоник отлучался из Греции в Италию. Колегов, Нелюбин и Игнатов хотели забрать деньги, отданные Меньшикову за побег. Шерстобитов пишет, что, прослушивая телефон Солоника, он слышал нелестные слова в адрес «курганских», за то, что те убили Меньшикова.
После побега из «Матросской тишины» жил во Владимирской области. Сюда к нему приезжали лидеры курганской ОПГ и сотрудник антитеррористического центра ФСБ России Александр Вальтерович Литвиненко, который участвовал в разработке курганской бригады. Затем Солоник какое-то время жил в Киеве.
В августе 1995 года Солоник появился в Афинах под именем Владимира Кесова. По одной из версий, российские и греческие спецслужбы в 1995 году знали о его прибытии, однако Греция игнорировала просьбы России установить, кто скрывается под фамилией Кесова. Возможно, Солоника завербовала контрразведка Греции, оберегая его и от спецслужб, и от бандитов. Для них этот преступник был источником оперативной информации в среде русских преступных группировок, которых в Греции насчитывалось множество. Владимир Кесов стал репатриантом, сумев доказать, что прибыл он из грузинского города Цалка, и получил греческое гражданство. Он собирался пригласить в Грецию своих курганских друзей Колегова, Нелюбина и Игнатова, но встреча так и не состоялась.
Последнее заказное убийство Солоник совершил 14 октября 1996, убив коммерсанта из Санкт-Петербурга Андрея Лукашова приехавшего с женой в Москву. Солоник вместе с водителем Кобезским и наводчиком Нестеровым поджидали Лукашова около гостиницы «Международная» (Центр международной торговли), Краснопресненская набережная, д. 12. Нестеров находился в холле гостиницы и должен был предупредить Солоника с Кобезским, ждавшим снаружи в автомобиле «Фольксваген-Пассат», о появлении цели. Примерно в 1 час 30 минут Лукашов с женой вышли из гостиницы, о чём Нестеров предупредил своих сообщников. Убийцы подъехали к своей цели и притормозили. Солоник выстрелил в Лукашова из автомата «Калашникова 7.62» с глушителем через заднее стекло своего автомобиля когда тот заходил с женой в магазин «Итал-Мода», Краснопресненская набережная, д. 1/2. Вскоре прибывшие врачи попытались спасти Лукашова, но тот скончается по прибытии в больницу.
Владимир Кесов жил на вилле в элитном коттеджном посёлке Лагониси (греч. Λαγονήσι Αττικής) города Каливия-Торику общины (дим) Сароникос номархии Восточная Аттика нома Аттика Греческой Республики, ныне дим Сароникос входит в периферийную единицу Восточная Аттика периферии Аттика, децентрализованной администрации Аттика. Виллу для него снимал лидер «ореховских» Сергей Юрьевич Буторин («Ося»). Когда с «курганскими» у него начались кое-какие недопонимания, в жилище Солоника были установлены прослушивающие устройства Алексеем Львовичем Шерстобитовым («Лёша-Солдат»). Он сошёлся с главой одной из фирм, занимающейся продажей спецтехники, основными клиентами которого были силовые структуры. Сергей Буторин одобрил контакт Алексея Шерстобитова с полковником РУОПа, которому тот рассказал о знакомстве с Солоником и его примерном местонахождении.
Участь Солоника была решена, когда тот произнёс роковые слова: «Их надо валить»; под «ними» подразумевались Буторин и братья Андрей («Карлик») и Олег («Саныч») Пылевы, причём Солоник завёл привычку тренироваться в стрельбе по фотографиям братьев Пылёвых. Буторин отправил в Грецию к Солонику группу ореховских, во главе с Александром Сергеевичем Пустоваловым («Саша-Солдат»). Ещё одной причиной устранения Солоника была возможность перевести все стрелки на «курганских» за убийство Василия Наумова «Наума-младшего» (лидера «коптевской» ОПГ). «Ося» передавал записи разговоров Солоника, Колегова и Нелюбина Сергею Зимину «Зёме» (новому лидеру «коптевской» ОПГ). В этих разговорах «курганцы» обличали себя в убийстве «Наума-младшего». Помогая разобраться с «курганцами», «Ося» снимал с себя подозрение и сближался с «Зёмой».
Андрея Колегова задержали 29 января 1997 года в аэропорту Шереметьево-2, когда он возвращался из Франкфурта, с паспортом гражданина Греции. Сергей Буторин понимал, что Александр Солоник был носителем нежелательной информации. В это же время к Солонику прилетела из Москвы фотомодель, манекенщица московского агентства RED STARS — 22-летняя Светлана Котова, с которой он познакомился в Москве после побега из «Матросской Тишины». Ореховские бандиты решили убить Солоника до приезда РУОПа. Они, придя к Солонику и поняв, что Светлана Котова не намерена никуда отлучаться, решили произвести убийство на снятой для них вилле, собираясь выманить жертву туда одну. Солоника пригласили к себе, рассчитывая, что он придет без Светланы.
Следствие установило, что Солоника убили ореховские бандиты Андрей Филиппов, Алексей Гусев, Александр Шарапов и Александр Сергеевич Пустовалов («Саша-Солдат») по приказу Сергея Буторина («Ося»). Шарапов держал Солоника за ноги, пока его душил Пустовалов. Светлана Котова, ставшая свидетельницей убийства, также была задушена и расчленена, после чего убийцы сложили её останки в чемодан и закопали.
2 февраля 1997 года тело задушенного Солоника было обнаружено на мусорной свалке в Варимбопи, пригороде Афин. Через три месяца расчленённое тело Котовой было обнаружено в чемодане под оливковым деревом у небольшого курортного городка Саронис (греч. Σαρωνίδα Αττικής) общины (дим) Сароникос. По мнению греческой полиции, её устранили как свидетельницу убийства Солоника.
Также был убит Юрий Ивахно, который помогал Солонику и другим членам различных ОПГ в оформлении документов в Греции. Ивахно подружился с Солоником и часто бывал у него на вилле вместе с женой. Когда Солоника убили, жену Ивахно задержали и Юрий обратился к «ореховским» за помощью. Но вместо того чтобы помочь, бандиты решили убить Ивахно, так как он был опасным свидетелем. К тому же бандиты были должны Юрию большую сумму за оформление документов, которую не хотели платить. По приказу братьев Пылевых Юрия выманил из Греции Алексей Шерстобитов («Лёша-Солдат»), так как они были хорошо знакомы. Юрию пообещали отдать долг когда он приедет в Москву, но вместо этого его убили. В убийстве принимали участие Сергей Махалин («Камбала»), Олег Михайлов («Хохол») и Александр Шарапов («Шарап»). Когда Юрий пришёл на встречу с бандитами и сел в их машину, его скрутили и вывезли в лес (участке 30-31 км БМК, шоссе Руза — Клин). Там его задушили, а тело сожгли.
17 августа 2005 года участники убийства, члены Ореховской ОПГ Андрей Гусев, Андрей Филиппов и Александр Пустовалов, были осуждены. 27 сентября 2006 года Андрей Пылев, один из лидеров орехово-медведковской преступной группировки, был приговорён к 22 годам лишения свободы за организацию трёх заказных убийств, в том числе убийство Александра Солоника и Светланы Котовой.
Буторин был арестован в Испании и 6 сентября 2011 года Московским городским судом приговорён к пожизненному заключению. В отличие от Солоника, который сознался во множестве убийств, Пустовалов (получивший 22 года тюрьмы) не предоставлял оперативникам новых сведений. Сыщики, рассказывая о Солонике, который прославился на всю страну убийствами воров и авторитетов, считают, что он «даже рядом с Пустоваловым не стоял». 5 июля 2017 года в Суздальском районе Владимирской области был задержан Александр Шарапов.

## Место захоронения

Надгробный памятник

Тело Александра Солоника было похоронено на Третьем афинском кладбище, участок 28, могила № 329. На могиле был установлен крест с надписью по-гречески греч. ΑΛΕΞΑΝΤΕΡ ΣΑΛΟΝΙΚ и по-русски «АЛЕКСАНДР СОЛОНИК», возраст греч. ΕΤΩΝ 36 и дата смерти 1-2-97. За могилой убийцы в течение трёх лет (с 1997 по 2000 год) никто не ухаживал, поэтому в марте 2000 года, в соответствии с греческим законодательством, его захоронение было ликвидировано. Останки Солоника были вырыты из земли служащими кладбища, перенесены в яму и растворены в соляной кислоте. Мать настаивала на том, чтобы её сына похоронили в Кургане, на родине. По состоянию на осень 2000 года вместо могилы Солоника на её месте стояло надгробие уже с другой фамилией.

## Мнения о Солонике
В конце января 1997 года Солоник позвонил адвокату Валерию Михайловичу Карышеву и попросил его в случае своей смерти опубликовать записанные им на плёнку интервью. В 2001 году бывший адвокат Солоника издал серию книг об убийце: «А. Солоник — Киллер Мафии», «А. Солоник — Киллер на экспорт», «А. Солоник. Киллер жив?!».
Преступный авторитет Владимир Татаренков заявлял, что Солоник остался жив.
По словам бывшего начальника МУРа Виктора Владимировича Голованова, «киллера номер один Солоника» в основном создали журналисты, тогда как Солоник на самом деле был обычным рядовым боевиком. Также существует мнение, что в действительности Солоник не умел стрелять с двух рук, и у него никогда не было прозвища «Саша Македонский».

## Фильмы и передачи
О Солонике были сняты художественные фильмы «24 часа», «Капкан для киллера», телесериалы «Нина. Расплата за любовь», «Агент национальной безопасности-3: Игра», «Марш Турецкого-2. Оборотень», «Ледниковый период», «Покушение», «Александр Македонский. Киллер мафии», «Правда скрывает ложь» и «Банды». Образ неуловимого убийцы в них воплотили актёры Максим Суханов, Николай Добрынин, Александр Баширов, Андрей Панин, Андрей Смоляков, Дмитрий Блохин и Сергей Апрельский.
В передаче «Криминальная Россия» были выпущены три части про Александра Солоника — «Курганский Терминатор», «Возвращение Терминатора» и «Александр Солоник. Влюблённый киллер» (ремейк первых двух). Много позже на том же канале транслировался сериал «Важняк», где обыгрывались реальные преступления с долей вымысла. В этом сериале была серия с названием «Последняя любовь киллера», где образ убийцы Саши Грека полностью списан с Солоника. Серия основана на легенде о том, что убийца выжил, и по сей день скрывается под чужим именем в России. Роль убийцы исполнил актёр Дмитрий Комов.
Кинорежиссёр Вахтанг Микеладзе снял о Солонике несколько документальных фильмов: «По следу Солоника» из цикла «Документальный детектив», «Не дожившие до пожизненного заключения» (3 серии) из цикла «Приговорённые пожизненно».

## Семья
Сестра Солоника сменила фамилию и покинула Курган. Солоник был женат три раза и имел двоих детей (дочь Юлия от первого брака, сын Антон). Все его жёны сменили фамилию и уехали из Кургана.
Антон до 13 лет считал, что его отец погиб в автокатастрофе, пока мать не рассказала ему правду об отце; фамилию отца он решил сохранить. Антон вырос в Кузбассе в 1990-е, будучи свидетелем многих бандитских разборок, но со временем отрёкся от какой-либо склонности к «бандитской романтике». Работает инженером климатических установок, играл в рок-группе «Агни» на гитаре и был бэк-вокалистом. Женат вторым браком, есть сын.

## Комментарии
1. ↑  прозвище связано с приписываемыми А. В. Солонику навыками стрельбы по-македонски